# Accenteur brun
Espèce
Statut de conservation UICN

 LC  : Préoccupation mineure
L'Accenteur brun (Prunella fulvescens) est une espèce de petits passereaux de la famille des Prunellidae.

## Description
L'accenteur brun peut vivre jusqu'à environ 5 000 mètres d'altitude,.

## Répartition
Cet oiseau vit dans les montagnes du centre de l'Asie : du Tian Shan à la Mongolie, le centre/nord-est de la Chine au Sichuan et l'Himalaya au sud (absent du plateau tibétain).

## Taxinomie
D'après Alan P. Peterson, cette espèce est constituée des cinq sous-espèces suivantes :
- Prunella fulvescens dahurica (Taczanowski) 1874 ;
- Prunella fulvescens dresseri Hartert 1910 ;
- Prunella fulvescens fulvescens (Severtzov) 1873 ;
- Prunella fulvescens khamensis Sushkin 1925 ;
- Prunella fulvescens nanshanica Sushkin 1925.